# Dodécaèdre régulier
Un dodécaèdre régulier est un solide formé de 12 faces polygonales égales.
Le préfixe dodéca signifie douze en grec ancien, c'est le nombre de faces de tout dodécaèdre.  Les faces isométriques d’un dodécaèdre régulier convexe sont des pentagones réguliers.  Un seul dodécaèdre régulier est convexe, c'est l’un des cinq solides de Platon.  Les autres sont les trois dodécaèdres de Kepler‑Poinsot.

## Description
La sphère circonscrite d’un dodécaèdre régulier est la sphère passant par tous ses sommets.  Sa sphère inscrite est tangente à toutes ses faces en leurs centres.
Convexe ou non,  un dodécaèdre régulier possède trente arêtes.  Un dodécaèdre de Platon et un grand dodécaèdre étoilé ont chacun vingt sommets,  tandis qu’un grand dodécaèdre et un petit dodécaèdre étoilé en ont douze chacun.  Les douze faces d’un dodécaèdre de Platon ou d’un grand dodécaèdre sont des pentagones convexes,  celles d’un petit ou d’un grand dodécaèdre étoilé sont des pentagones étoilés.
L’enveloppe convexe d’un dodécaèdre de Kepler‑Poinsot est soit un dodécaèdre de Platon dans le cas du grand dodécaèdre étoilé,  soit un dual du dodécaèdre de Platon dans les deux autres cas :  un icosaèdre de Platon.

## Dodécaèdre de Platon
Son polyèdre dual est l’icosaèdre régulier convexe.

### Grandeurs caractéristiques
En notant  a  la longueur d’une arête, et {\displaystyle \quad \varphi ={\frac {1+{\sqrt {5}}}{2}}=2\cos 36^{\,\circ }\;}le nombre d'or :
- le rayon de sa sphère circonscrite est {\displaystyle \quad R={\frac {\sqrt {3}}{2}}\;\varphi \;a=a\,{\sqrt {3}}\,\cos 36^{\,\circ }\;;}
- le rayon de sa sphère inscrite est {\displaystyle \quad r=a\,\cos 36^{\,\circ }\,\tan 54^{\,\circ }\;;}
- son aire est {\displaystyle \quad 3{\sqrt {25+10{\sqrt {5}}}}\;a^{2}=3{\sqrt {5(3+4\,\varphi )}}\;a^{2}\;;}
- son volume vaut {\displaystyle \quad {\frac {15+7{\sqrt {5}}}{4}}\;a^{3}={\frac {4+7\varphi }{2}}\;a^{3}\;;}
- deux faces contiguës forment son angle dièdre,  de {\displaystyle \quad \arccos \left(-{\frac {\sqrt {5}}{5}}\right)=\arctan -2\,\simeq 116{,}565^{\,\circ }\;;}
- les vingt points de coordonnées {\displaystyle \;\left(0,\pm {\frac {1}{\varphi }},\pm \varphi \right),\quad \left(\pm {\frac {1}{\varphi }},\pm \varphi ,0\right),\quad \left(\pm \varphi ,0,\pm {\frac {1}{\varphi }}\right),\quad (\pm 1,\pm 1,\pm 1)\;} sont les sommets d’un dodécaèdre régulier d’arête {\displaystyle \;a=2\,(\varphi -1)={\frac {2}{\varphi }},\;}  centré sur l’origine du repère.

### Patrons et premières projections
- Si vous ne connaissez pas le sujet, laissez ce bandeau (vous pouvez alors contacter les auteurs).
- Si vous supprimez le contenu mis en cause (vous pouvez préalablement contacter les auteurs),

argumentez précisément cette suppression dans la page de discussion
(un manque de référence n'est pas un argument ; une recherche réelle de référence doit avoir été effectuée, être formellement documentée).

Image 1. D’un patron
de dodécaèdre à son volume.

Une vasque,  posée sur son patron horizontal,  le cache en partie dans la vue de dessus.  Le patron se plie dans l’espace pour former les six faces de la vasque.  Les cinq plis sont les côtés du pentagone central :  le fond de la vasque.  Le pliage transforme cinq paires de sommets du patron en cinq extrémités d’arêtes obliques,  marquées d’un disque brun.  Par exemple la paire  P 1  et  P 2  devient un seul point,  nommé  P  seulement en élévation.   Les cinq autres sommets du bord dentelé de la vasque sont marqués en bleu.  La face grise cache le point C en vue de face de l’image 2,  son nom C  est estompé en gris.  Une règle de géométrie descriptive voudrait que la partie cachée des arêtes soit en pointillés,  et pas de pointillés non plus dans l’image 3.   Ils seront tracés dans certains dessins ultérieurs.
a désigne la longueur des arêtes de la vasque,  ou des côtés de ses faces :  six pentagones réguliers convexes.  L’étoilement du fond de la vasque est aussi un pentagone régulier,  dont les sommets sur son cercle circonscrit sont cinq sommets du patron.  Un axe de rotation en pointillé,  invariant lors du pliage,  prolonge un pli du patron et passe par deux sommets de l’étoilement.  Ces sommets tels que F ou K sont des points  fixes  lors du pliage,  chacun sur deux prolongements mobiles de futurs segments non adjacents du bord de la vasque.  Les positions finales des prolongements sont tracées en vert.  Les points  P 1  et  P 2  appartiennent à la droite (FK ),  position initiale des droites (FL ) et (KN ) avant le pliage. Ces deux points  P 1  et  P 2  se déplacent lors des rotations,  chacun dans un plan vertical perpendiculaire au pli.  Une autre sorte de pointillé représente l’un de ces plans verticaux.  Finalement,  P 1  et  P 2  se rejoignent au sommet  P  de la vasque,  marqué d’un disque brun.  Il appartient aux deux plans verticaux,  et au plan de symétrie vertical des trois faces concernées.  Ce troisième plan contient l’axe vertical du fond de la vasque,  et l’arête oblique d’extrémité P.

Image 2. De la même couleur à l’intérieur de la vasque
vue de dessus, et à l’extérieur en vue de face, une face
oblique contient en vert un côté du décagone horizontal
de centre C, non déformé par la vue de dessus.

Point d’intersection de la droite oblique (KP ) et d’un autre prolongement du bord de la vasque,  N  sort du cadre de l’image 2 en vue de face,  mais les trois vues de l’image 3 le montre.  Sa position est analogue à celle de S  ou L,  car une ou plusieurs rotations d’un cinquième de tour dans un sens ou dans l’autre,  autour de l’axe vertical de la vasque,  la laisse globalement inchangée.  Les points bleus sont les sommets d’un pentagone régulier horizontal,  comme les sommets inférieurs du bord dentelé de la vasque,  marqués en brun.  La vue de dessus ne déforme ni l’un,  ni l’autre pentagone.  En notant  φ  le nombre d’or,   2 a  cos 36 o  =  φ a   est la longueur des côtés du pentagone aux sommets bruns :  la longueur des diagonales horizontales des faces obliques de la vasque.  On démontre qu’en vue de dessus,  d’une part un sommet bleu se projette au centre de l’une des cinq faces périphériques du patron,  d’autre part les deux pentagones réguliers horizontaux sont de la même taille.  Autrement dit,  ils sont isométriques.
Le bord dentelé de la vasque a dix segments,  égaux et de même pente.  Leurs projections verticales égales forment le contour de la vasque :  un décagone régulier.  Par rapport au point C  de l’axe vertical de la vasque,  équidistant des plans horizontaux des pentagones réguliers,  les dix segments du bord dentelé sont deux à deux symétriques,  ainsi que leurs milieux :  les sommets du décagone régulier horizontal que l’image 2 trace en vert,  et qui réduit à l’échelle  cos 18 o  le contour de la vasque vue de dessus.
La vasque en entier ayant le même bord que sa symétrique par rapport à C,  représente une moitié des faces d’un dodécaèdre de Platon,  dont le centre C  appartient à n’importe lequel des six axes,  perpendiculaires à deux faces opposées en leurs centres.  La distance  2 r  entre les faces horizontales du polyèdre de l’image 3 est le diamètre de sa sphère inscrite,  tangente aux douze faces en leurs centres.
S  est un point du plan horizontal de la face supérieure du dodécaèdre.  Du point S  partent en traits fins cinq arêtes vertes d’une pyramide,  absolument transparente.  Sa base est une face pentagonale régulière.  Les faces triangulaires de la pyramide ont chacune deux angles de 72 o,  ce sont cinq triangles d’or isométriques.  Cinq arêtes égales du dodécaèdre prolongent les cinq arêtes vertes,  égales,  et S  est le centre d’une homothétie,  qui agrandit la face pentagonale régulière en une section pentagonale régulière du dodécaèdre,  en traits fins rouges.  Dans un pentagone régulier convexe,  le rapport des longueurs d’une diagonale à l’un des côtés est le nombre d’or.  Alors chaque diagonale de la section pentagonale mesure   φ ( φ a ) = φ 2 a,  qui est la distance entre deux arêtes opposées du dodécaèdre.
L’échelle  φ  de l’agrandissement de la face pentagonale en la section pentagonale rouge,  autrement dit le rapport  φ  de l’homothétie inscrit dans plusieurs égalités de l’image,  évoque une possible définition du nombre d’or,  jadis appelé divine proportion :   “ le rapport de la plus grande mesure à la plus petite,  égal au rapport de leur somme à la plus grande ”.   En écrivant nos rapports de longueurs dans l’ordre de cette définition :  A S/ A U  =  S U/ S A   =  φ  ≈ 1,618,   approximation par défaut de la solution positive de l’équation x = 1 + 1 / x ,   déduite de cette possible définition de φ.  La forme plus générale   φ n + 2  = φ n + 1  +  φ n ,   où  n  est un entier relatif quelconque,  permet de considérer le terme général d’une suite géométrique de raison   φ   ou  1 / φ    comme la somme ou la différence des deux termes précédents de la suite.  Le prochain nombre   φ – 1,   ou plus loin   1 – (φ – 1) = φ 0 – φ – 1 = φ – 2 = 2 – φ est une puissance entière du nombre d’or.

Image 3. Avec deux faces horizontales, le solide vu de dessus
a un contour régulier. Son dessin canonique montre quatre faces
sur douze en élévation frontale.

Les cinq sommets de l’étoilement horizontal du fond de la vasque,  plus leurs symétriques par rapport à C  tels que  L,  S  ou N,  appartiennent aux cinq axes obliques du solide,  perpendiculaires à deux faces opposées.  Ajoutons‑leur deux points invisibles dans les dessins,  de part et d’autre de C  sur l’axe vertical du solide,  à la même distance de C  que les dix précédents.  Nous obtenons les douze sommets d’un étoilement du dodécaèdre de Platon :  les sommets d’un grand dodécaèdre ou d’un petit dodécaèdre étoilé,  ou de leur enveloppe convexe commune :  un icosaèdre de Platon dual de notre solide,  dont la vasque possède une moitié des faces.

### Paires de cubes
- Si vous ne connaissez pas le sujet, laissez ce bandeau (vous pouvez alors contacter les auteurs).
- Si vous supprimez le contenu mis en cause (vous pouvez préalablement contacter les auteurs),

argumentez précisément cette suppression dans la page de discussion
(un manque de référence n'est pas un argument ; une recherche réelle de référence doit avoir été effectuée, être formellement documentée).

Image 4. Sur quinze paires, trois paires d’arêtes opposées
du dodécaèdre sont bleues. Chacune des trois est parallèle
à quatre arêtes du cube. Les deux solides ont la même
sphère circonscrite.

Comme les précédentes 2 et 3,  les images 4 et 5 en début et en fin de rubrique montrent une figure de dimension 3,  projetée orthogonalement sur des plans.  Et la figure peut changer d’orientation.  Elle a pivoté autour de la verticale Δ 1  par exemple,  entre la première vue et les suivantes de l’image 4,  d’une part sous l’œil immobile qui est au zénith,  d’autre part sous un regard d’une direction immuable :  la direction horizontale des projections en élévation.
Les deux premières vues de dessus de l’image 5 sont identiques,  à une rotation près autour de l’image dans les deux projections de la verticale Δ 1,  qui est aussi l’image du centre C  du dodécaèdre.  La rotation autour de Δ 1  est différente dans l’image 4,  mais on peut construire la première élévation de la même façon,  point par point.  Partant d’un point précis de la première vue de dessus de l’image 5,  par exemple à partir de l’image du point T  de l’espace,  vu de dessus,  la verticale de rappel ascendante est tracée.  Et l’horizontale de rappel est tracée vers la gauche,  qui part de l’image de T  en deuxième élévation.  Verticale et horizontale de rappel se coupent en l’image voulue de T,  dans l’élévation en cours de construction.  Supprimée de l’image 4,  une vue de dessus analogue a permis de vérifier la qualité du dessin, au fur et à mesure des calculs et du codage  de l’image en SVG.  Les deux dernières vues en élévation de l’image 5 elles aussi sont identiques,  à un déplacement près :  une rotation autour du point image de l’horizontale Δ 2,  devenue perpendiculaire au plan des projections en élévation.  Cette seconde rotation transforme le dodécaèdre de diagonale verticale,  en un solide qui a deux faces horizontales sur douze.  Le contour de son dessin canonique de quatre faces possède alors deux segments horizontaux,  comme en première élévation de l’image 3.
Sauf exception,  la symétrie par rapport à un point C  d’une figure de l’espace,  dans une projection sur un plan,  ne se traduit pas par l’invariance du dessin dans une rotation de 180 o autour de l’image de C,  à moins de confondre en imagination traits pleins et pointillés.  Les deux axes de symétrie,  perpendiculaires au centre d’un dessin canonique de quatre faces sur douze,  peuvent représenter deux médiatrices communes à deux arêtes opposées du polyèdre.  Ces deux droites perpendiculaires dans l’espace,  et sécantes au centre C  du solide,  sont les axes de deux rotations d’un demi‑tour dans l’espace,  qui transforment en lui‑même notre solide de quinze fois deux arêtes.  Donc ce solide possède au moins quinze symétries d’un demi‑tour.  En fait,  il y en a quinze exactement.  Dans l’espace l’axe de symétrie d’un demi‑tour,  perpendiculaire en C  aux deux précédents,  se projette au centre du dessin canonique,  comme l’axe Δ 2  dans les dernières élévations de l’image 5.  Dans une image,  on vérifie une symétrie ou une autre en oubliant délibérément les couleurs qui remplissent les pentagones.
Les deux axes de symétrie perpendiculaires au centre d’un dessin canonique de dodécaèdre,  peuvent aussi représenter deux de ses plans de symétrie,  perpendiculaires l’un de l’autre,  et perpendiculaires chacun au plan de la projection.  Plan de projection parallèle à un troisième plan de symétrie analogue :  le plan médiateur d’une paire d’arêtes opposées du dodécaèdre.  Ce plan de symétrie contient une autre paire d’arêtes opposées.  Dans les images 4 et 5 de cette rubrique,  trois plans de symétrie du polyèdre,  perpendiculaires deux à deux,  sont associés à trois paires d’arêtes opposées bleues.
Les soixante diagonales de faces pentagonales,  toutes égales,  sont parallèles chacune à deux arêtes opposées du dodécaèdre.  Une arête grise est devenue bleue dans la rubrique,  quand elle est parallèle à quatre arêtes d’un cube dessiné dans l’image.  Un trait relativement fin,  plein ou pointillé,  trace une diagonale de pentagone.  Et douze diagonales,  une par face pentagonale,  constituent les arêtes d’un cube,  qui partage avec le dodécaèdre ses huit sommets,  son centre,  et sa sphère circonscrite.  Tout dessiner ne serait pas présentable.  Imaginez par exemple un pointillé de l’image 4,  qui serait symétrique d’un gros trait bleu par rapport au centre de la seconde élévation.  Ce pointillé bleu est omis délibérément,  car une telle arête se projette soit sur le contour gris du dodécaèdre,  soit derrière une arête grise tracée depuis un sommet du cube,  dont l’image est proche du centre du dessin,  jusqu’à l’extrémité d’un gros trait bleu du contour,  en haut à droite du dessin.
Effaçons Δ 1  de notre esprit,  le temps d’imaginer tracé un axe de symétrie oblique du premier dessin de l’image 4,  qui représenterait un plan de symétrie oblique,  contenant deux arêtes opposées en gros traits bleus,  l’une en trait plein vraiment épais,  l’autre en pointillé bleu.  Plan de symétrie perpendiculaire au plan de cette première projection,  pour une symétrie de la figure complète.  Donc un plan de symétrie du dodécaèdre,  abstraction faite des couleurs de ses faces,  bien sûr.  Nous pouvions déjà imaginer un tel triplet de plans de symétrie,  perpendiculaires deux à deux,  dans le dessin canonique de l’image 3 en première élévation.
Deux diagonales communes au dodécaèdre et au cube de l’image 4,  sont les deux diagonales non rapetissées du contour du cube en première élévation :  un rectangle semblable à un format A2,  A3 ou A4,  dont le rapport des dimensions serait exactement le nombre racine carrée de deux.  Cette section rectangulaire du cube contient deux arêtes opposées,  l’une est derrière le dodécaèdre en pointillé.  Ces deux arêtes opposées du cube,  ainsi que deux arêtes opposées bleues du dodécaèdre,  ont le même plan médiateur que deux autres arêtes du cube projetées sur un seul segment :  encore un plan de symétrie.  La verticale Δ 1  est l’intersection de trois plans de symétrie verticaux du dodécaèdre,  dont aucun n’est un plan de symétrie du cube de l’image 4.  Par contre,  non représenté dans l’image 5,  le plan perpendiculaire en C  à l’horizontale Δ 2  est un plan de symétrie de la figure en entier.  Tous les plans de symétrie d’un dodécaèdre de Platon passent par son centre.  Leur nombre est quinze :  la moitié de son nombre d’arêtes.
Les arêtes du cube de l’image 4,  égales dans l’espace et de même pente,  sont douze segments égaux vus de dessus.  Six d’entre eux dessinent un contour classique du cube :  un hexagone régulier.  Traits pleins et pointillés alternent le long du contour hexagonal.  Les autres arêtes vues de dessus sont six rayons du contour régulier,  dont trois en pointillés.
Le théorème de Pythagore permet d’exprimer la longueur d’une diagonale du cube en fonction de d,  la longueur de ses arêtes,  ou de celle des arêtes du dodécaèdre :  d’abord la longueur d’une diagonale d’une face carrée avec racine de deux,  puis celle d’une diagonale du cube,  ou d’une section rectangulaire du cube contenant deux arêtes opposées.  Cette longueur s’exprime avec racine carrée de trois,  inscrite ainsi que √2 dans l’image 4,  où deux longueurs de diagonales de faces carrées sont en vraie grandeur en première élévation,  ainsi que deux diagonales du cube :  deux diamètres de la sphère circonscrite.
L’axe commun à deux faces opposées pentagonales leur est perpendiculaire en leurs centres.  Autour d’un tel axe,  des rotations de 72 o  transforment un premier cube,  ayant toutes ses arêtes à la surface du dodécaèdre,  en d’autres cubes de même propriété.  Car de telles rotations d’un cinquième de tour laissent invariant le dodécaèdre.  Répétée cinq fois,  une telle rotation revient au premier cube.  Ainsi sont associés au dodécaèdre cinq cubes différents,  dont chaque arête est sur une face pentagonale.  En répartissant les arêtes de chaque cube en trois groupes de quatre de même plan médiateur,  cinq fois trois font les quinze plans de symétrie du dodécaèdre.
Le dodécaèdre est globalement inchangé par une rotation de 120 o,  dans un sens ou dans l’autre,  autour d’une diagonale passant par son centre.  “Symétrie de rotation” manifeste dans l’image 4 en vue de dessus,  autour de l’axe vertical Δ 1,  en oubliant bien sûr les couleurs des pentagones.  Le nombre de sommets du dodécaèdre est dix fois deux,  Δ 1  est l’un de ses dix axes de symétrie d’un tiers de tour.
Par l’homothétie  ℋ  de centre C  et de rapport  φ  dans l’image 5,   ℋ(U ) = T,   les images de U  et du petit cube sont le point T  et le grand cube,  dont la dimension est la distance entre deux arêtes opposées du dodécaèdre,  déjà commentée.  Sur les quinze paires d’arêtes opposées du dodécaèdre,  trois paires sont bleues,  à la surface du grand cube.  Au total,  cinq paires de cubes concentriques sont ainsi associées au dodécaèdre régulier convexe.
En tronquant un cube douze fois,  on peut construire un dodécaèdre de Platon.  D’abord est tracée l’une de ses arêtes sur chaque face du cube,  d’une longueur et d’une position idoines.  Puis le cube est tronqué par douze plans.  Chacun contient l’une des six arêtes d’abord tracées,  et une extrémité d’une autre parmi les six.  Ainsi est éliminée,  notamment,  une arête du cube parallèle au plan.  On se figure assez bien quatre des douze éliminations en imaginant la suppression des parties vides d’un carré,  en élévation dans l’image 5,  devant un dessin canonique du dodécaèdre dans son carré.

Image 5. L’une des cinq paires de cubes associées au dodécaèdre. Le grand cube a des faces
absolument transparentes. Chacune contient une arête bleue du dodécaèdre,
parallèle à quatre arêtes d’un cube ou l’autre.

### Sections régulières
- Si vous ne connaissez pas le sujet, laissez ce bandeau (vous pouvez alors contacter les auteurs).
- Si vous supprimez le contenu mis en cause (vous pouvez préalablement contacter les auteurs),

argumentez précisément cette suppression dans la page de discussion
(un manque de référence n'est pas un argument ; une recherche réelle de référence doit avoir été effectuée, être formellement documentée).

Image 6. Sur chaque face pentagonale d’un dodécaèdre de Platon sont tracés
cinq côtés de sections régulières. Les sommets de chaque section sont dix
ou six milieux d’arêtes. Le polyèdre a douze faces, et les 12 × 5 = 60 côtés
égaux des sections dessinent douze pentagones réguliers multicolores,
tous étoilés ou tous convexes.

En géométrie descriptive,  l’image d’un polygone se réduit parfois à un seul segment de droite.  En première ou troisième élévation de l’image 6,  la section décagonale ou hexagonale est vue rectiligne.  Et en n’importe quelle élévation,  quatre segments sur six du contour canonique représentent quatre pentagones réguliers :  quatre faces du polyèdre.  D’une paire de vues à la suivante,  le dodécaèdre a pivoté comme dans l’image 5,  autour de la perpendiculaire au plan vertical des élévations,  qui passe par le centre du solide.  Du même vert sombre dans l’image 1,  le décagone régulier était construit à partir d’une vasque.  Le plan du décagone vert sombre est parallèle à deux faces opposées du solide,  et perpendiculaire à l’axe commun de ces deux faces.  Elles sont horizontales dans la deuxième paire de vues.  La règle des pointillés pour les segments cachés n’est respectée qu’en première ou troisième paire de vues,  pour ne pas embrouiller cette image 6.  Vert sombre ou brun,  le polygone régulier est en vraie grandeur en deuxième ou troisième vue de dessus,  parce qu’il est horizontal,  avec un côté de décagone sur deux invisible,  et un côté d’hexagone sur deux en pointillé.  Les soixante côtés des décagones réguliers sont les arêtes d’un icosidodécaèdre.  Non représentés,  les six ou dix cercles circonscrits des sections concentriques sont des grands cercles de la sphère,  tangente en leurs milieux aux trente arêtes du polyèdre.  Les seize sections régulières de l’image 6 sont dites équatoriales,  parce que leur centre commun est celui de la précédente sphère,  et de la sphère circonscrite au polyèdre.
Conséquence d’une symétrie d’un cinquième de tour du dodécaèdre,  cinq moitiés de polygones réguliers ont des projections identiques dans l’une ou l’autre des vues de dessus des sections isométriques,  abstraction faite des couleurs :  moitiés visibles identiques à une rotation près d’un ou plusieurs cinquièmes de tour autour du centre de la vue de dessus,  quel que soit le sens des rotations.  D’abord cinq côtés consécutifs ont le même dessin vus de dessus,  dans les cinq couleurs groupées en légende,  sans le vert sombre.  Ensuite trois côtés consécutifs ont le même dessin vus de dessus,  dans un groupe ou l’autre de cinq couleurs.  En légende,  chaque groupe de cinq donne une place particulière à sa couleur de section vue rectiligne en élévation.  Dans la deuxième paire de vues,  le dodécaèdre et le décagone horizontal vert sombre sont globalement invariants dans une rotation d’un cinquième de tour autour de l’axe vertical de deux faces opposées.  Et un tiers de tour autour de l’axe vertical joignant deux sommets opposés de la troisième paire de vues,  laisse le dodécaèdre globalement invariant,  ainsi que sa section hexagonale horizontale,  tracée en brun.
N’importe quelle section équatoriale hexagonale est perpendiculaire à un axe de symétrie du dodécaèdre d’un tiers de tour,  joignant deux sommets opposés.  Perpendiculaire à un tel axe,  une section plane qui coupe trois arêtes exactement est un triangle,  lui aussi invariant dans l’une ou l’autre rotation d’un tiers de tour.  Ce triangle appartient à une infinité de sections triangulaires semblables,  dans des plans parallèles :  des triangles équilatéraux.  Les côtés du plus grand sont trois diagonales de faces pentagonales.
Les cinq petits cubes de la précécente rubrique ont chacun six faces carrées,  qui font au total trente sections carrées.  Le plan de chaque section carrée est à la fois parallèle à une paire d’arêtes opposées du dodécaèdre,  et perpendiculaire à deux autres de ses quinze paires d’arêtes opposées.
Dans l’image 6,  chaque section décagonale perpendiculaire à un axe de symétrie d’un cinquième de tour du solide,  est équatoriale.  Carrés et triangles équilatéraux ne sont pas les seules sections régulières non équatoriales.  Régulières aussi sont les douze sections parallèles à deux faces opposées du solide,  passant chacune par cinq sommets du polyèdre,  invariantes chacune dans une symétrie d’un cinquième de tour.  L’une d’elles dans l’image 3 est l’image d’une face pentagonale par l’homothétie de centre S  et de rapport φ.  Le point S  est le sommet d’une pyramide dont les faces triangulaires,  cinq triangles d’or,  prolongent cinq faces pentagonales telles que les faces obliques d’une vasque.  Et la face pentagonale qui jouxte ces cinq faces de vasque,  est la base de la pyramide,  transformée en une infinité de sections pentagonales régulières du solide par une infinité d’homothéties,  dont les rapports sont dans l’intervalle  ] 1, φ ].  Leurs centres,  tels que S,  sont les sommets d’un icosaèdre de Platon,  déjà commenté.
Ce paragraphe examine un type de dessin,  présent en premier dans l’image 4,  où le centre du dessin est la projection de deux sommets opposés du solide.  Plus précisément,  voici des propriétés du dessin squelettique du solide de l’image 7,  où chaque segment du contour a soit la longueur d’une arête la plus rapetissée par la projection,  soit la longueur  a  d’une arête en vraie grandeur,  marquée   φ + 2 = φ √5  dans cette image 7.  Hors du contour irrégulier,  deux images d’arêtes partent chacune d’une extrémité d’un court segment du contour,  l’une en trait plein,  l’autre en pointillé.  Ces deux traits se coupent en un point proche du contour.  Une telle intersection,  six fois dans le dessin,  est un sommet de l’hexagone rouge :  la projection de deux sections hexagonales régulières,  en vraie grandeur dans ce petit dessin du solide de l’image 7.  Devant le solide dans son dessin le plus petit,  la section rouge a la même image que sa symétrique par rapport au centre.
Sans pointillés dans l’image 7,  le grand dessin cache un seul des côtés rouges de l’hexagone.  Dans l’un ou l’autre dessin du solide,  l’une des sections hexagonales en vert ou bleu est symétrique de l’autre par rapport au centre du solide.  Toutes ces sections régulières non équatoriales ont les propriétés suivantes.  Chacune est dans un plan perpendiculaire à une diagonale du solide joignant deux sommets opposés,  avec autant de paires de sommets opposés que de paires de sections.  Les vingt sections régulières ont la même taille,  et dans l’image 7 leurs côtés mesurent   1 + 2 φ  = φ 3.   Un tel plan de section hexagonale partage la longueur de six arêtes dans le rapport   1 / 1 + φ  =  2 – φ.  Les  20 × 6 = 12 × 10 = 120 côtés des vingt hexagones sont aussi les côtés de douze décagones réguliers étoilés,  sur les faces du polyèdre.  Un seul des douze décagones est en traits épais dans l’image 7,  en vraie grandeur.
Telle ou telle longueur avancée par l’image 7 se vérifie en comptant des côtés d’éléments du pavage :  combien de petits et combien de grands côtés s’ajoutent dans la longueur en question.  La mosaïque est constituée d’éléments bord à bord,  et deux éléments semblables sont toujours isométriques.  Une catégorie de la banque d’images de Wikipédia groupe des mosaïques de cette sorte.  Voici une possible définition de leurs éléments,  appelés “triangles d’or” :   des triangles possédant deux angles de 36 ou 72 degrés.  On peut agrandir à l’échelle φ un triangle d’or en lui ajoutant son “gnomon” :  un triangle d’or non semblable de la taille adéquate,  comme dans le coin de l’image 7 en bas à gauche.  Et un pavage triangulaire de deux éléments s’agrandit encore en bas de l’image,  à la même échelle φ,  en lui ajoutant encore trois éléments.  Cette propriété du pavage rappelle celle des termes d’une suite géométrique de raison φ.
En bas de l’image 7 à droite,  le pavage triangulaire dont cinq éléments isométriques sont étiquetés de 1 à 5,  et cinq autres de a à e,  a cinq fois l’aire d’un pavage semblable de deux éléments.  Des relations en sont déduites entre le nombre d’or et √5,  le rapport de la similitude.

Image 7. Ces pavages par des triangles d’or dessinent les côtés de sections hexagonales
régulières du dodécaèdre, non équatoriales. Puisqu’une similitude peut multiplier par 5
la superficie d’un tel pavage triangulaire, le nombre d'or φ peut s’exprimer
en fonction de racine carrée de cinq, le rapport de cette similitude.

### Toutes les symétries
Le dodécaèdre admet cinq triplets de plans orthogonaux passant par le centre et qui sont chacun des plans de symétrie du dodécaèdre.
Les isométries laissant globalement invariant le dodécaèdre régulier forment un groupe. Ce groupe contient :
- les rotations d’axe passant par 2 sommets opposés et d'angle 2π/3 ou 4π/3 (120° et 240°). Il y a 10 couples de sommets opposés, donc 20 rotations de ce type ;
- les rotations d’axe passant par le centre de 2 faces opposées et d'angle 2π/5, 4π/5, 6π/5, ou 8π/5 (72°, 144°, 216° et 288°). Comme il y a 6 couples de faces opposées, il y a 24 rotations de ce type ;
- les rotations d'un angle π (180°) autour d'un axe par le milieu de 2 arêtes opposées (ces rotations sont aussi des symétries axiales). Il y a 15 couples d’arêtes opposées, et donc 15 rotations de ce type ;
- la symétrie s par rapport à son centre ;
- les symétries par rapport à un plan passant par le centre et perpendiculaire à un des 15 axes cités plus haut ;
- etc.

Avec l'identité, les 20 + 24 + 15 rotations énoncées forment un sous-groupe de 60 éléments au isomorphe au groupe alterné A5. Une rotation quelconque permute en effet les cinq cubes qui composent le dodécaèdre et, inversement, une quelconque permutation paire des cinq cubes définit une unique rotation. 
De même, l'identité et la symétrie s forment un autre sous-groupe noté C2. 
Le groupe des isométries noté {\displaystyle I_{h}} est le produit de ses deux sous-groupes ; il contient 120 éléments.

### Propriétés diverses
Le dodécaèdre régulier et l'icosaèdre régulier sont duaux l'un de l'autre, c'est-à-dire que le polyèdre ayant pour sommets les centres des faces de l'un est l'homothétique de l'autre.
Le squelette du dodécaèdre régulier — l'ensemble de ses sommets reliés par ses arêtes — forme un graphe appelé graphe dodécaédrique.
Platon mettait en correspondance le dodécaèdre avec le Tout parce que c'est le solide qui ressemble le plus à la sphère. Aristote a nommé ce cinquième élément, aithêr (aether en latin, « éther » en français) et a postulé que l'univers était fait de cet élément, et qu'il était substantiel à tous les autres, qu'il les contenait tous.

### Construction
Construction du dodécaèdre.

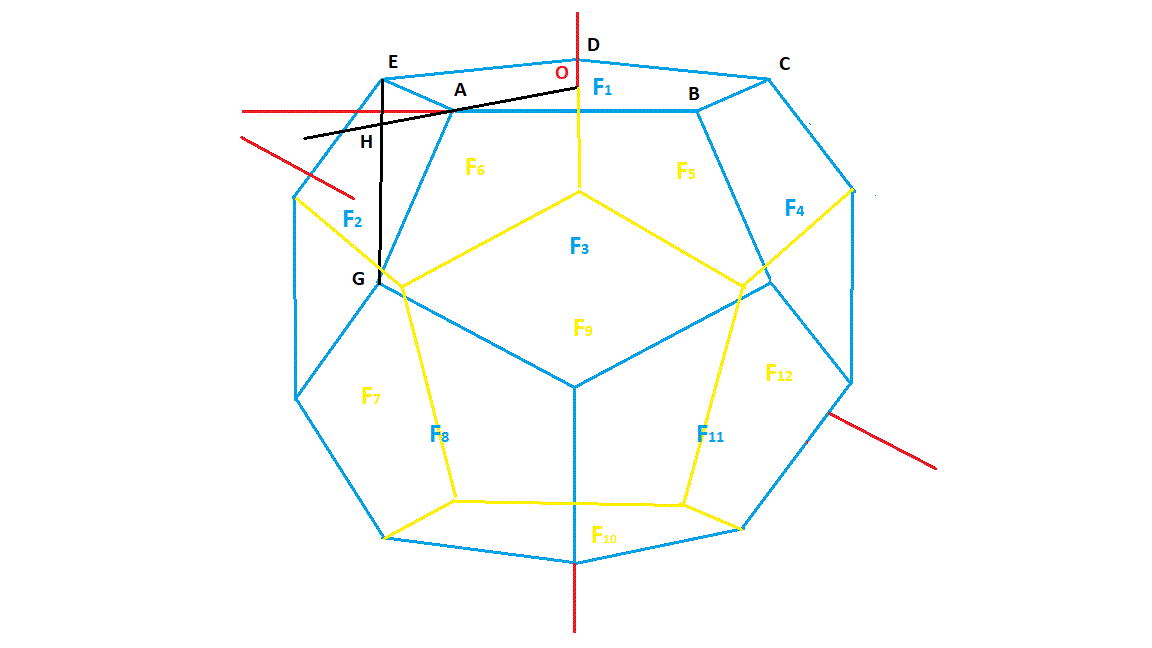

1. Construction des trois premières faces.
Soit ABCDE un pentagone régulier constituant la première face F1, de centre O et d’arête de longueur a. Dans le plan ABC, la perpendiculaire à AB passant par E coupe la droite OA en H. Dans le plan passant par OAH et perpendiculaire au plan ABC, soit G un des deux points d’intersection de la perpendiculaire au plan en H avec le cercle de centre A et de rayon a. Les points E et G sont dans un même plan perpendiculaire à AB, et à la même distance de AB. Il existe donc une rotation d’axe AB transformant E en G. Soit F3 la transformée de F1 par cette rotation : c’est un pentagone régulier ayant l’arête commune AB avec F1. Soit F2 le symétrique de F3 par rapport au plan OAG : c’est un pentagone régulier ayant l’arête commune AB avec F1 et ayant l’arête commune AG avec F3.
2. Construction des trois faces suivantes.
Soit R la rotation d’axe passant par O et perpendiculaire au plan ABC et de 1/5 de tour. Elle transforme la face F2 en la face F3, car les plans EAG et ABG forment le même angle avec le plan ABC. Soient F4, F5 et F6 les transformées de F2 par les rotations respectives R2, R3 et R4. F2 a une arête commune avec F3, donc F6 a une arête commune avec R4(F3), qui est égal à R5(F2), soit F2.
3. Construction des six dernières faces.
Soit S la rotation d’axe passant par le centre de la face F2 et perpendiculaire à celle -ci, et de 1/5 de tour. Elle transforme les faces F1 et F3 respectivement en les faces F6 et F1, car les plans de F1, de F3 et de F6 forment le même angle avec le plan de F2. Par ailleurs, la face F4 a une arête commune avec F1 et une arête commune avec F3, mais aucune arête commune avec F2. Sa transformée S(F4) a donc une arête commune avec F6 et avec F1, mais aucune avec F2 : c’est donc F5.
Soient F7 et F8 les transformées de F1 par les rotations respectives S2 et S3. F1 ayant une arête commune avec F6, F8 a une arête commune avec F3.
Soient F9, F10 et F11 les transformées de F4 par les rotations respectives S2, S3 et S4. F4 ayant une arête commune avec F5, F11 a une arête commune avec F4.
L’arête de F4 qui n’est commune avec aucune des dix autres faces précédemment définies, est transformée par S, S2, S3 et S4 en une arête respectivement de F5, F9, F10, et F11, qui sont dans un même plan et forment un pentagone régulier, douzième face du dodécaèdre.

## Utilisations
Le poète médiéval Jean de Meung (1240-1305) a décrit un jeu de société divinatoire, dénommé « dodechedron », qui utilise un dé en forme de dodécaèdre régulier, dont chacune des douze faces représente un des signes du Zodiaque.
Le Megaminx est un casse-tête dérivé du Rubik's cube en forme de dodécaèdre régulier.
Certains jeux de rôles sur table utilisent dans leur système de jeu des dés à 12 faces pour la résolution d'actions. Ces dés à 12 faces sont des dodécaèdres.